# Ricardo Busciglio
Ricardo Busciglio (Resistencia, Chaco, 11 de abril de 1986) es un ex-baloncestista argentino que se desempeñaba en la posición de base. Desarrolló su carrera como profesional en varios clubes de distintas categorías de Argentina y España, habiendo jugado también brevemente en la Legadue de Italia. 

## Trayectoria

### Sus inicios en Argentina
Nacido en 1986 en Resistencia (provincia del Chaco), ocupa la posición de base y fue considerado como uno de los jugadores argentinos más prometedores de su generación, habiendo participado como internacional en todas las categorías inferiores desde cadete hasta sub-21.
Antes de dar el salto a Europa, Busciglio se proclamó campeón de la Liga Sudamericana de Clubes 2002 jugando para Libertad de Sunchales de la LNB argentina.

### Europa
En la temporada 2004-05 ficha por Leche Río Breogan Lugo de la liga ACB, equipo con el que llega a debutar en la máxima categoría del baloncesto español (sólo jugó un partido) y que le destina a jugar en su filial de la liga EBA: el Estudiantes de Lugo.
En la temporada 2005-06 se marchó al conjunto del Aguas de Calpe de la LEB Oro y al término de la misma regresó al Estudiantes de Lugo (EBA), donde inició la temporada 2006-07 con unos números que le situaban como uno de los jugadores más destacados de la categoría (26,7 de valoración, 15,8 puntos, 4,4 rebotes, 6,6 asistencias y 4,0 recuperaciones en casi 36 minutos por encuentro), aunque al inicio de la misma deja el equipo invicto (7 partidos, 7 victorias) para viajar a Italia donde ficha por el Casale Monferrato de la segunda categoría del baloncesto italiano (Lega Due), con el que disputaría el play-off de ascenso a la primera división.
En la temporada 2007-08 vuelve a España para fichar por el Cáceres 2016 de la liga LEB Plata. Su papel (5,4 puntos, 2,1 rebotes, 2,5 asistencias y 1,6 recuperaciones en 19,4 min por partido) ayudó al equipo extremeño a llegar a disputar el play-off de ascenso a la liga LEB Oro.
La temporada 2008-09 ficha por el Faymasa Palencia también de LEB Plata. conjunto con el que se proclamó campeón de Copa y Liga, logrando el ascenso a la LEB Oro de forma directa. Sus números de la temporada fueron: 4,1 puntos, 1,4 rebotes, 2,5 asistencias y 1,1 robos de balón.
Tras comenzar sin equipo la temporada 2009-10, en noviembre de 2010 ficha por el Caja Rioja de la LEB Plata. Finaliza la primera fase de la competición como líder en asistencias (6,0), segundo en porcentaje de tiros de dos puntos (70%) y quinto en recuperaciones (1,8); sus medias en los 13 partidos disputados fueron de 8,8 puntos (64% en tiros libres, 63% en tiros de campo), 3,2 rebotes, 6,0 asistencias y 1,8 recuperaciones, para un total de 15'5 de valoración en 26 minutos por encuentro.

### Retorno a la Argentina
En febrero de 2011 regresa a su país natal para jugar en Estudiantes Concordia del TNA, segunda categoría de Argentina.
A comienzos de 2012 se compromete con Sarmiento de Resistencia del TFB, tercera competición en importancia del baloncesto argentino. Tras conseguir el ascenso, renovó su contrato para jugar la temporada 2012-12 del TNA. Al término de la misma, jugó el Torneo Oficial de la Asociación de Básquet de Resistencia con Hindú de Resistencia.
Dos años después reapareció en la misma competición, vistiendo la camiseta del Don Orione.

### Clubes
| Club                     | País      | Año         |
| ------------------------ | --------- | ----------- |
| Libertad                 | Argentina | 2000 - 2004 |
| Leche Río Breogan Lugo   | España    | 2004        |
| Estudiantes Lugo         | España    | 2004 - 2005 |
| Aguas de Calpe           | España    | 2005 - 2006 |
| Estudiantes Lugo         | España    | 2006 - 2007 |
| Casale Monferrato        | Italia    | 2007        |
| Cáceres 2016             | España    | 2007 - 2008 |
| Faymasa Palencia         | España    | 2008 - 2009 |
| Caja Rioja               | España    | 2009 - 2010 |
| Estudiantes Concordia    | Argentina | 2011        |
| Sarmiento de Resistencia | Argentina | 2012 - 2013 |
| Hindú de Resistencia     | Argentina | 2013        |
| Don Orione               | Argentina | 2015        |

## Selección nacional
Busciglio fue miembro de los seleccionados juveniles de baloncesto de Argentina. En el 2004 integró el plantel del equipo junior de su país que logró la medalla de plata en el Torneo de Mannheim, culminando el base el certamen como líder de asistencias.

## Palmarés

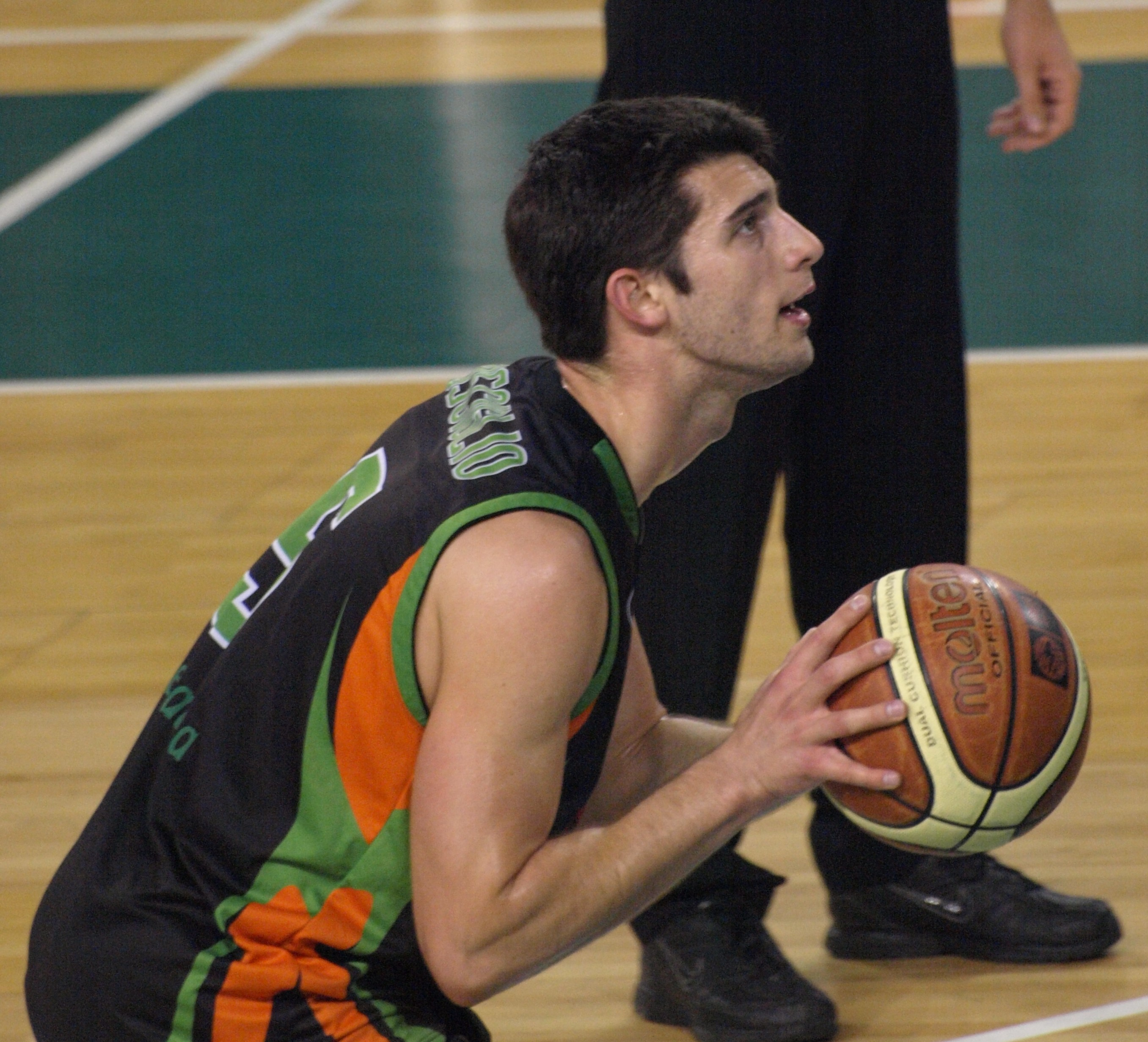
Busciglio, cuando jugaba en el Cáceres 2016, se dispone a lanzar un tiro libre.

- Campeón de la Liga Leb Plata y ascenso a Leb Oro con el Faymasa Palencia en la temporada 2008-09.
- Campeón de la Copa Leb Plata con el Faymasa Palencia en la temporada 2008-09.
- Campeón de la Liga Sudamericana con el Libertad Sunchales en la temporada 2001-02.
- Medalla de plata en el Torneo de Mannheim 2004 con la selección de Argentina Junior.
- Medalla de plata en el Campeonato Sudamericano Cadete (Ecuador 2002) con la selección de Argentina Cadete.